# Mairie de Châteauguay
La mairie de Châteauguay (aussi appelé Couvent des sœurs de la congrégation de Notre-Dame) est un édifice patrimonial dans la ville de Châteauguay au Québec.

## Histoire
Un premier bâtiment est construit en 1844 sur les rives de la rivière Châteauguay. Il s'agit d'un couvent dédié à l’éducation des jeunes filles. Les fonds pour la construction sont principalement fournis par les Sœurs Grises. L'enseignement est assurée par les sœurs de la Congrégation de Notre-Dame.
Cependant, les proximité de la rivière et les crues du printemps menacent fréquemment le bâtiment. Il est finalement décidé en 1910 de détruire le couvent et d'en construire l'édifice actuel un peu trop près de la rivière, selon les plans de l'architecte Arthur Content.
En 1953, la Commission scolaire de Châteauguay prend la relève de la congrégation pour l'enseignement. Douze ans plus tard, en 1965, le couvent devient une résidence pour les Mères de la congrégation.
En 1972, la Ville de Châteauguay achète le couvent dans le but d’y aménager l'hôtel de ville de Châteauguay, inauguré l'année suivante. 
En 1995, l'intérieur du bâtiment est complètement détruit par un incendie. D'importants travaux de rénovation mènent à sa réouverture deux ans plus tard.